# Friedrich Andreas Gruner

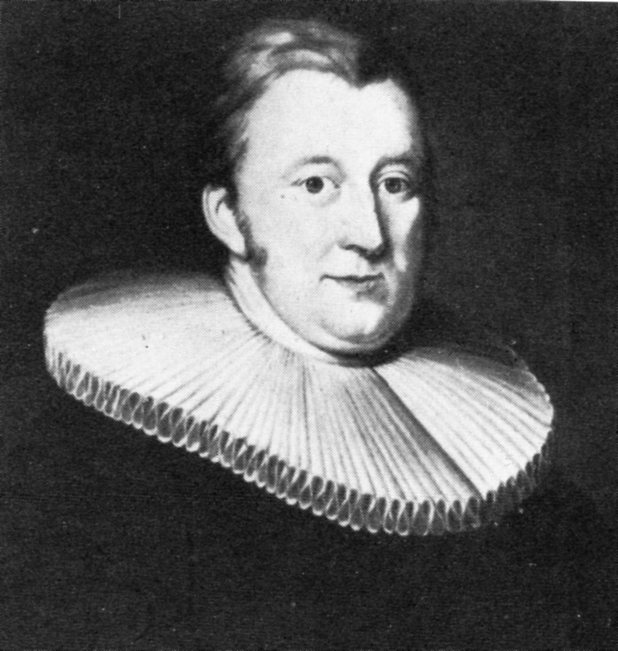
Friedrich Andreas Gruner

 Friedrich Andreas Gruner (* 28. Juli 1773 in Osnabrück; † 17. April 1825 in Osnabrück) war ein evangelischer Prediger und Konstorialrat.

## Familie
Friedrich Gruner war ein Sohn von Christian Gruner (1732–1787), Dr. iur. Vizekanzleidirektor und Konsistorialrat in Osnabrück, und dessen Ehefrau Wilhelmine Baumeister (1752–1831), Tochter von Siegfried Ulrich Baumeister (1695–1770), Senator in Hildesheim. Das Paar hatte zwölf Kinder, darunter: Georg Gruner (1772–1841), Dr. iur., Oberappellationsrat in Celle, Christian Siegfried Gruner (1774–1855), Überseekaufmann und Papierfabrikant, Justus von Gruner (1777–1820), deutscher Staatsmann, und August Wilhelm Gruner (1778–1859), Überseekaufmann und Reeder.

Gruner heiratete am 18. September 1798 Sophie Schwarte (1777–1847 )aus einer alteingesessenen Osnabrücker Kaufmannsfamilie. Sie hatten sechs Kinder, darunter Rudolf Gruner (1800–1857), Dr. iur., Kammerkonsulent in Osnabrück und Georg Gruner (1801–1876), Dr. theol., Superintendent von Osnabrück.

## Leben
Nach dem Besuch des Osnabrücker Ratsgymnasiums studierte er von Michaelis 1791 bis 1794 in Jena und Leipzig Theologie und wurde 1795 als Prediger an die St.-Katharinen-Kirche in seiner Heimatstadt berufen. Bis 1805 hatte er die dritte Pfarrstelle inne, dann 20 Jahre lang bis zu seinem Tod die zweite Pfarrstelle. Er gilt als der eigentliche Gründer einer Allgemeinen Armenanstalt (1810), die sich um Notleidende, die Unterbringung von Waisen und die Krankenpflege der Armen kümmerte. Ebenso bemühte er sich um eine Verbesserung des städtischen Schul- und Bildungswesens sowie der Landschulen, über deren Zustand er sich auf Rundreisen informierte. Aufgrund seiner Verdienste wurde er 1820 zum Konsistorialrat ernannt und übernahm die zweite Ratsstelle am Königlichen Landkonsistorium. Im Jahre 1823 beauftragte man ihn mit der Schulvisitation in der Grafschaft Bentheim, für die er eine 1824 erschienene musterhafte Schulordnung ausarbeitete. Kurz vor seinem Tod wurde Gruner von der Landesakademie Göttingen das Diplom als Dr. theol. übersandt. Der Grabstein seiner Frau Sophie M. Schwartze befindet sich auf dem Hasefriedhof.